# ملک‌آباد (کرج)
حافظیه، شهری از توابع بخش مرکزی شهرستان چهارباغ در استان البرز ایران است. مردم این شهر به زبان فارسی صحبت می کنند.
.

## اطلاعاتی از شهر ملک آباد
ملک‌آباد (حافظیه) شهری در کنار شهرستان چهارباغ، در حوزه کرج و ساوجبلاغ استان البرز است. این شهر به دلیل موقعیت جغرافیایی‌اش در نزدیکی مراکز بزرگ شهری، در مسیر ارتباطات و تبادلات اقتصادی منطقه قرار دارد.
از جمله امکانات بهداشتی این شهر، درمانگاه گلها است که خدمات بهداشتی و درمانی را به ساکنان و مراجعه‌کنندگان ارائه می‌دهد.
در ملک‌آباد همچنین بازار روز سه‌شنبه برگزار می‌شود که مکانی برای خرید و فروش محصولات مختلف است.
یکی از خیابان‌های شناخته‌شده شهر، خیابان «طلافروشان» است که به دلیل وجود فروشگاه‌های طلا، شهرت دارد.
این شهر با مردمانی از استان‌های مختلف کشور، محیطی متنوع و پویا دارد و به سرعت در حال توسعه است.
- «نتایج سرشماری عمومی نفوس و مسکن ۱۳۸۵». درگاه ملی آمار ایران. بایگانی‌شده از اصلی در ۱ ژانویه ۲۰۱۳. دریافت‌شده در ۱ ژانویه ۲۰۱۳.